# 나일 (밴드)
나일(Nile)은 1993년 미국 사우스캐롤라이나주의 그린빌에서 결성된 테크니컬 데스 메탈 밴드이다. 나일은 고대 이집트의 전설, 역사, 종교, 예술 등과 하워드 필립스 러브크래프트의 글에서 가사를 자주 따오는 것으로 알려져 있다.
나일의 거의 모든 곡은 초기 구성원이자 보컬/기타리스트인 카를 샌더스가 쓴다. 그들은 정통 테크닉 데스메탈과 중동 음악을 결합시킨 음악 스타일과 복잡하고 빠른 연주로 유명하며, 몇 곡에서는 이집트 전통악기를 쓰기도 한다. 그들의 기타, 베이스 튜닝 방식은 음악을 한 층 더 무겁게 만든다.

## 구성원
- 카를 샌더스 - 보컬, 기타, 키보드 (1993년-현재)
- 브라이언 킹슬랜드 - 보컬, 기타 (2017년-현재)
- 조지 콜리아스 - 드럼 (2004년-현재)
- 브래드 패리스 - 베이스 기타, 보컬 (2015년-현재)

## 발매 음반
- Amongst the Catacombs of Nephren-Ka (1998년)
- Black Seeds of Vengeance (2000년)
- In Their Darkened Shrines (2002년)
- Annihilation of the Wicked (2005년)
- Ithyphallic (2007년)
- Those Whom the Gods Detest (2009년)
- At the Gate of Sethu (2012년)
- What Should Not Be Unearthed (2015년)